# Confidence Man
Confidence Man è un gruppo musicale australiano formatosi nel 2016. È attualmente costituito dai musicisti Janet Planet, Sugar Bones, Reggie Goodchild e Clarence McGuffie.

## Storia del gruppo
La formazione, originaria di Brisbane, ha fatto il debutto discografico con l'album in studio Confident Music for Confident People, uscito nell'aprile 2018, accolto dalla critica e commercialmente, e riconosciuto con un AIR Award.
Circa quattro anni più tardi viene messo in commercio il secondo LP Tilt, candidato per un ARIA Music Award, anch'esso entrato nella top ten australiana e recensito positivamente.
3AM (La La La) (2024), il loro terzo disco, è stato il primo a entrare tra le prime dieci posizioni della Official Albums Chart, ha generato un punteggio pari a 80 su Metacritic e tre nomination ai premi ARIA, ed è stato sufficiente da rendere la formazione una dei candidati per l'MTV Europe Music Award al miglior artista australiano del 2024 e il BRIT Award al gruppo internazione del 2025. Nel marzo seguente hanno avviato il North American Tour a supporto del progetto, mentre nel mese successivo è stato reso disponibile per il consumo l'album di remix 5AM (La La La).

## Formazione
Attuale
- Janet Planet (Grace Stephenson) – voce
- Sugar Bones (Aidan Moore) – voce
- Reggie Goodchild (Lewis Stephenson) – produzione
- Clarence McGuffie

Ex componenti
- Lachlan McGeehan
- Sam Hales – produzione

## Discografia

### Album in studio
- 2018 – Confident Music for Confident People
- 2022 – Tilt
- 2024 – 3AM (La La La)

### Album di remix
- 2025 – 5AM (La La La)

### EP
- 2022 – Re-Tilt
- 2024 – ConMan Club Classics Vol. 1

### Singoli
- 2016 – Boyfriend (Repeat)
- 2017 – Bubblegum
- 2017 – Better Sit Down Boy
- 2018 – Don't You Know I'm in a Band
- 2018 – Santa's Comin' Down the Chimney
- 2019 – Does It Make You Feel Good?
- 2020 – First Class Bitch
- 2021 – Holiday
- 2022 – Angry Girl (feat. Chai)
- 2022 – Luvin U Is Easy
- 2022 – Toy Boy
- 2023 – On & On (Again) (con Daniel Avery)
- 2023 – Now U Do (con DJ Seinfeld)
- 2023 – Chez moi (Waiting for You) (con CC:Disco!)
- 2023 – Firebreak
- 2024 – Forever 2 (con DJ Boring)
- 2024 – I Can't Lose You
- 2024 – Break It Down (con In2stellar)
- 2024 – So What
- 2024 – Let Them Bells Ring
- 2024 – All My People (con Sweely)
- 2024 – Control/Real Move Touch
- 2024 – Sicko
- 2024 – Bon Bon
- 2025 – I Heart You (con Eliza Rose)
- 2025 – Far Out